# Arheilger Friedhof
Der Arheilger Friedhof ist ein Friedhof in Darmstadt-Arheilgen.

## Geschichte und Beschreibung
Durch hochanstehendes Grundwasser war eine Verlegung des Arheilger Kirchhofes notwendig geworden.
Die Arheilger Bauern waren zunächst nicht bereit, die guten ortsnahen Ackerflächen abzugeben.
Erst im Jahre 1820 konnte endlich mit dem Bau des neuen Friedhofs an der Weiterstädter Straße begonnen werden.
Eine den Friedhof umfassende Mauer schützte gegen eine weitere Beweidung des Areals.
Im Jahre 1825 wurde ein Totenbarhäuschen erbaut.
Schon im Jahre  1840 wurde eine Erweiterung des Friedhofs notwendig.
1862 wurde eine neue angemessene Friedhofshalle erbaut.
Anfang des Jahres 1900 wurde die Friedhofshalle durch eine neue Leichenhalle ersetzt.
In den folgenden Jahrzehnten wurden immer wieder weitere Flächen für die Vergrößerung des Friedhofes erworben.
Da die Trauernden weiterhin im Freien standen, wurde im Jahre 1964 – östlich der alten Leichenhalle – eine damals sehr moderne, für die damalige Zeit gewagte Trauerhalle im Stil der Nachkriegsmoderne erbaut.
In der Folge wurden die alten Gebäude abgerissen.
Mit der Erschließung neuer Baugebiete im Westen von Arheilgen wurde ein weiterer Geländeankauf notwendig.
Heute präsentiert sich der Arheilger Friedhof als ein parkähnliches Areal inmitten einer dichten Bebauung.

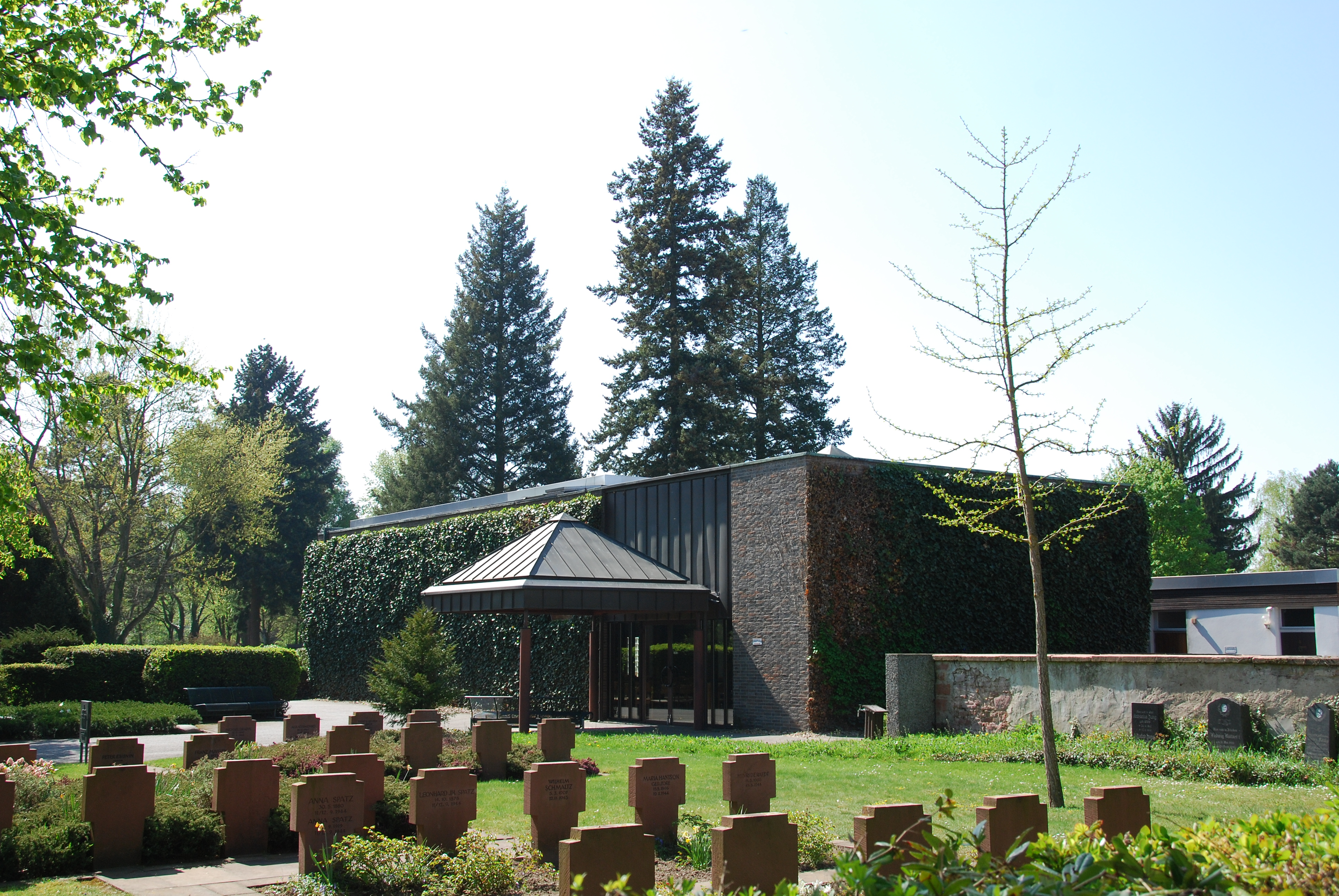
Trauerhalle
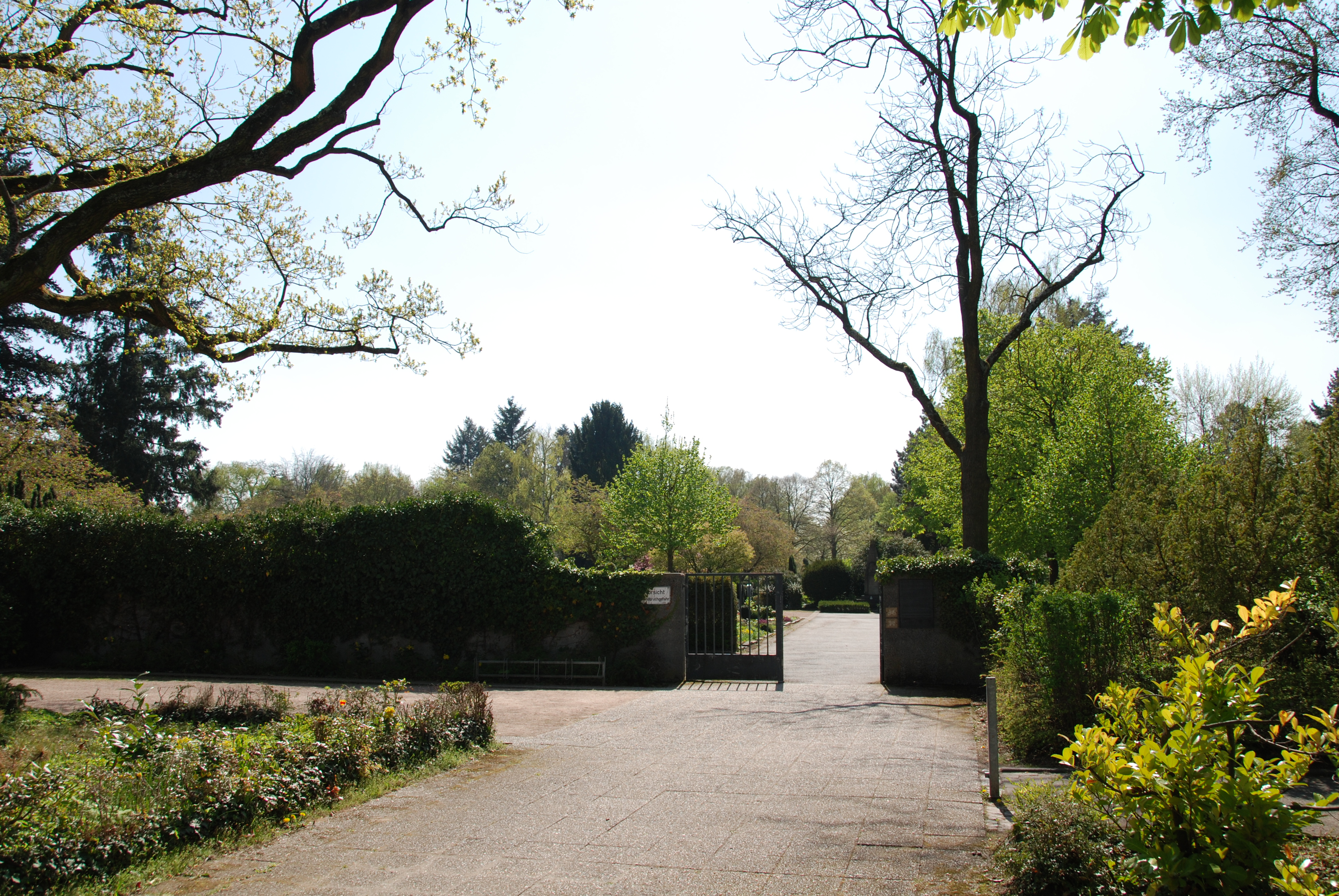
Eingang an der Weiterstädter Straße
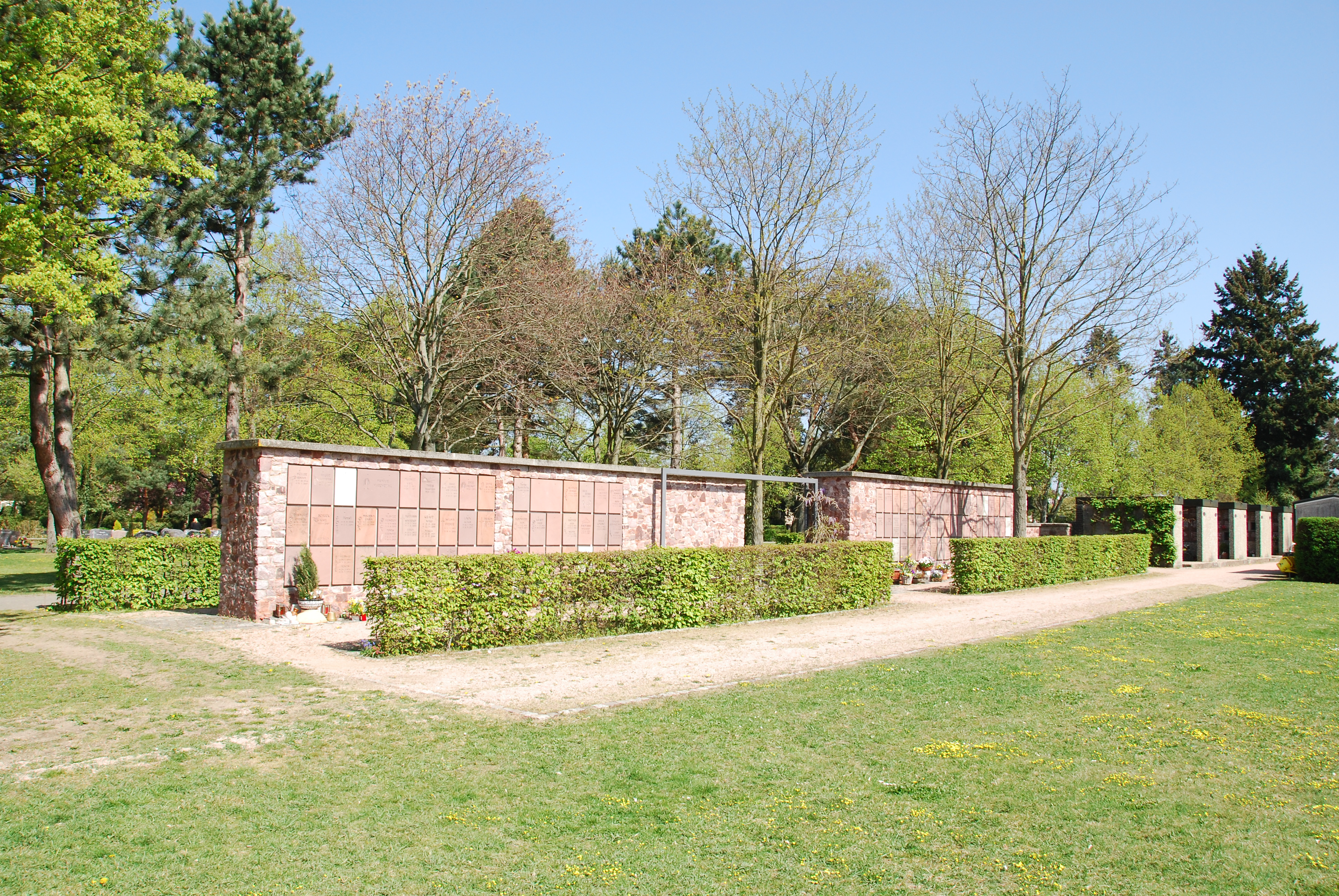
Urnengang

## Denkmal

### Geschichte
Im Eingangsbereich des Arheilger Friedhofs befindet sich ein Denkmal.
Das Denkmal ist in Erinnerung an die Gefallenen des Ersten Weltkriegs aufgestellt worden.
Wahrscheinlich wurde es in der Zwischenkriegszeit errichtet.

### Beschreibung
Das Fundament besteht wahrscheinlich aus Bruchsteinen, die mit hellgrauen Granitstufen gefasst sind.
Auf einem quadratischen Sockel aus Granit – mit Inschrift – steht ein Granit-Obelisk.

## Grabstätten bekannter Persönlichkeiten
- Helmut Castritius
- Georg Hensel
- Wilhelm Wannemacher